# Согдийские воины
Согдийские воины — войско (чаще наёмное) из Согдианы, состоящее из согдийцев и других жителей Фараруда (он же Мавераннахр, Трансоксания), являлись конницей в армии Ахеменидов. Согдиана предоставила отряды солдат ахеменидским царям в борьбе против греков, а после падения Державы Ахеменидов, согдийцы (вместе с бактрийцами) участвовали в Горной войне против Александра Македонского и в дальнейшем устраивали ряд восстаний.

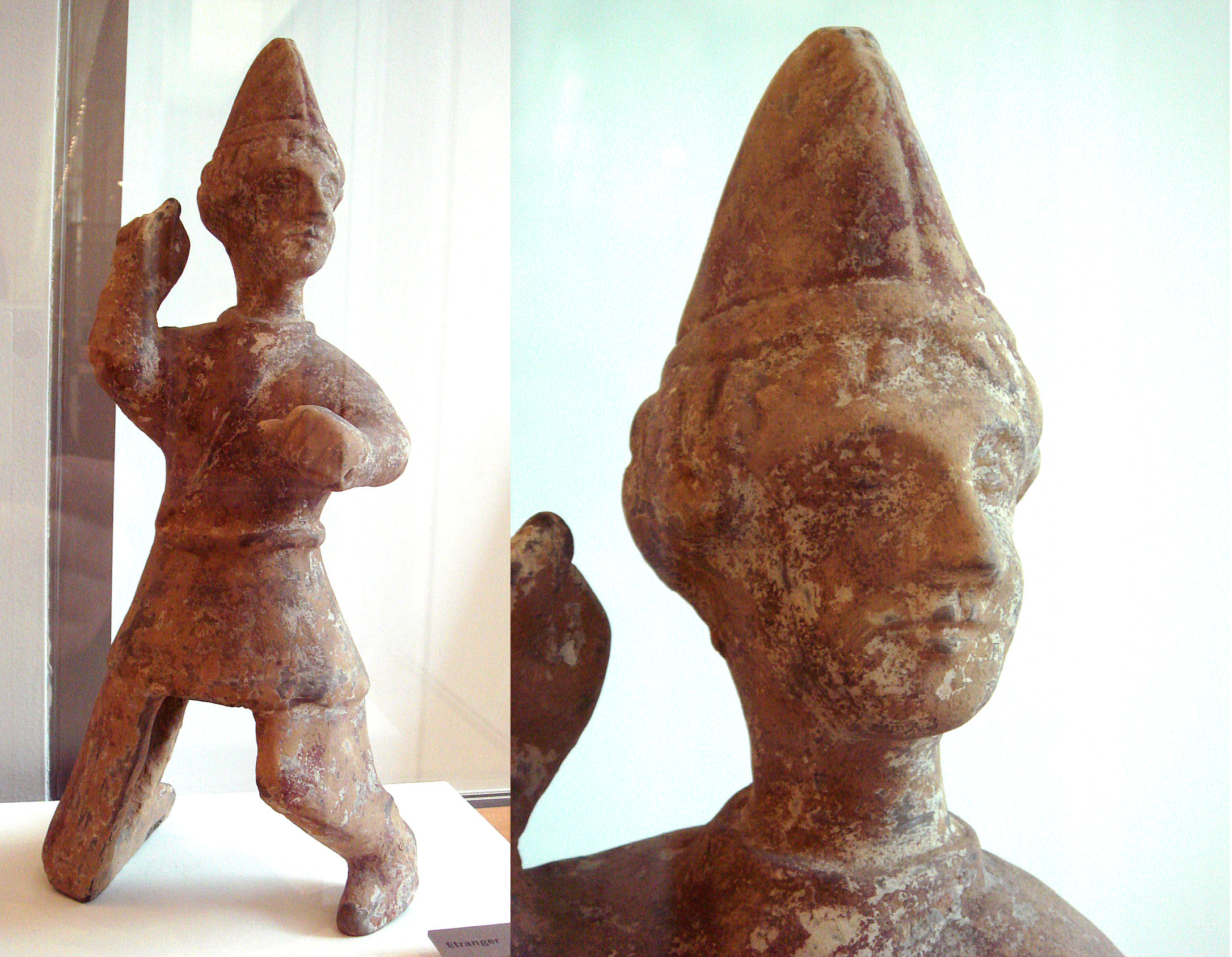
Согдийский воин, Восточная Хань, начало III в. н. э., полихромная терракота. Музей Гиме, Париж

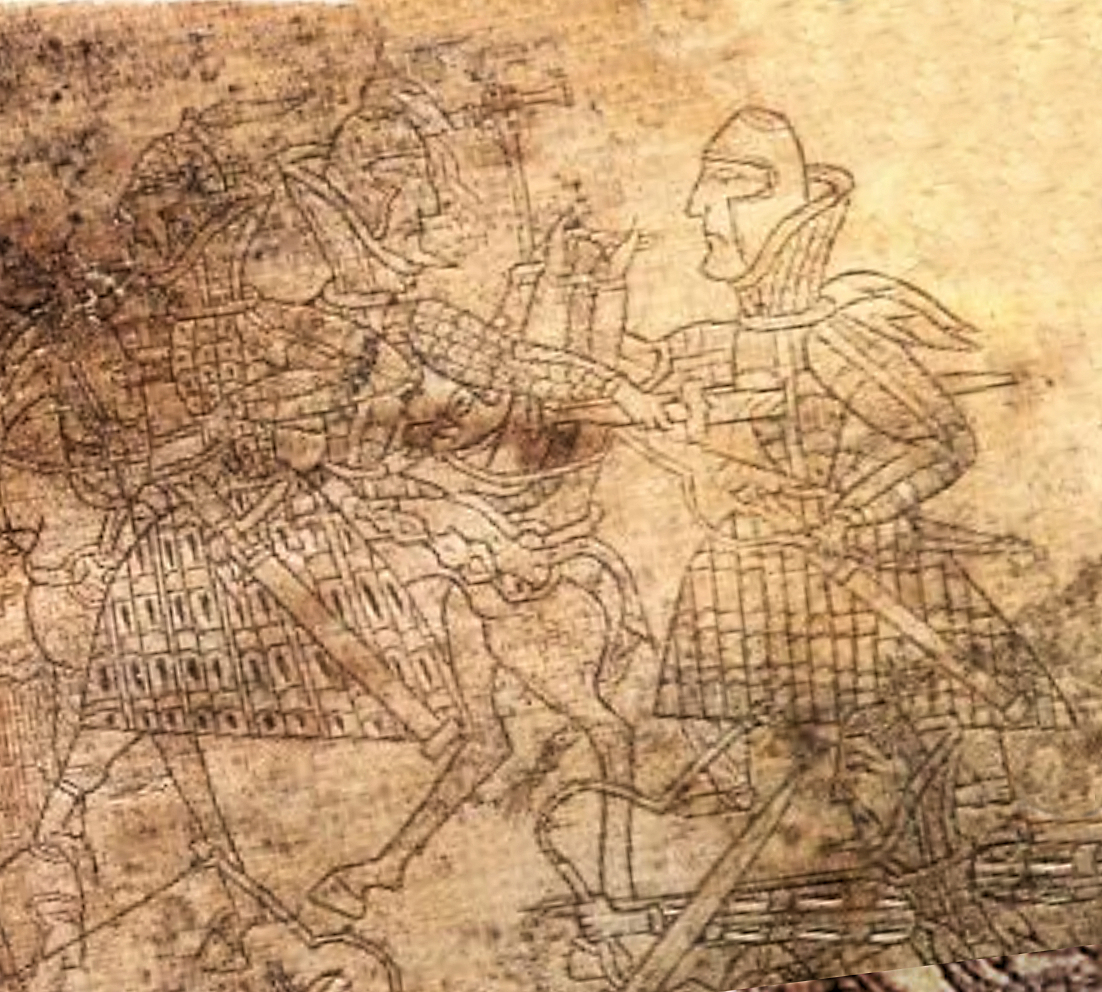
Деталь одной из пластин Орлата

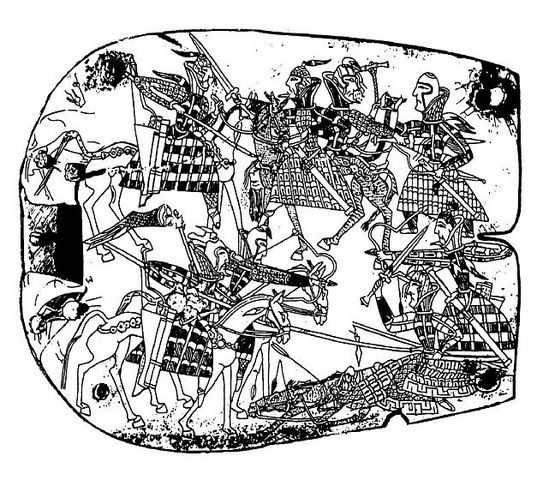
Полный рисунок одной из пластин Орлата

Орлатские пластины — это серия костных бляшек, обнаруженных в середине 80-х годов прошлого века в Узбекистане. Они украшены сценами битв между солдатами в катафрактах и одной сценой охоты. Дата и принадлежность бляшек оспариваются, хотя общее мнение склонно предполагать дату 1-го века нашей эры. Юрий Худяков обнаружил многочисленные сходства между бляшками и другими хуннско-сарматскими находками из Монголии и Алтая, в частности, с группой бляшек, найденных с горы Тепсей у реки Енисей, обычно приписываемой таштыкской культуре. Солдаты были либо согдийцами, либо саками.
В 651 году арабы положили конец правлению Сасанидов в Персии, после чего двинулись в Мавераннахр (Mā warā 'l-nahr, «заречье»), как они называли согдийские земли за Амударьёй. Согдийцы долго сопротивлялись, но в начале VIII вв. Согд был завоёван арабами.
Один из последних согдийских правителей, властитель Пенджикента Деваштич, поднял против завоевателей восстание, но потерпел поражение, когда в 722 году воины хорасанского эмира Саида аль-Хараши обманом выманили его из крепости Муг, где он, укрывшись с остатками воинов, вёл отчаянное сопротивление. Впоследствии в регионе происходили восстания против арабских завоевателей (в частности, в 728—729 годах), а многие согдийцы приняли участие в восстании их единоплеменника Ань Лушаня в Китае.
Династия согдийских ихшидов была ликвидирована аббасидским полководцем иранского происхождения Абу Муслимом в 750 году.